# Castolus subinermis
Castolus subinermis är en insektsart som först beskrevs av Carl Stål 1862.  Castolus subinermis ingår i släktet Castolus och familjen rovskinnbaggar. Inga underarter finns listade i Catalogue of Life.